# Jan Gołuchowski (zm. 1542)
Jan Gołuchowski herbu Leliwa (zm. w 1542 roku) – sędzia ziemski sandomierski w 1542 roku, podsędek sandomierski w latach 1530-1542, sędzia grodzki nowokorczyński w 1526 roku.
Poseł województwa sandomierskiego na sejm 1540 roku.